# Jessie Tarbox Beals
Jessie Richmond Tarbox, conocida como Jessie Tarbox Beals (Hamilton, 23 de diciembre de 1870-30 de mayo de 1942) fue una fotógrafa estadounidense nacida en Canadá, la primera mujer reportera gráfica que publicó en Estados Unidos y la primera mujer fotógrafa nocturna. Es conocida por sus fotografías como freelance, concretamente de la Exposición Universal de San Luis en 1904, y retratos de lugares como Greenwich Village. Su sello era lo que ella misma denominaba como "habilidad para moverse deprisa" y su tenacidad para superar la brecha de género en su profesión.

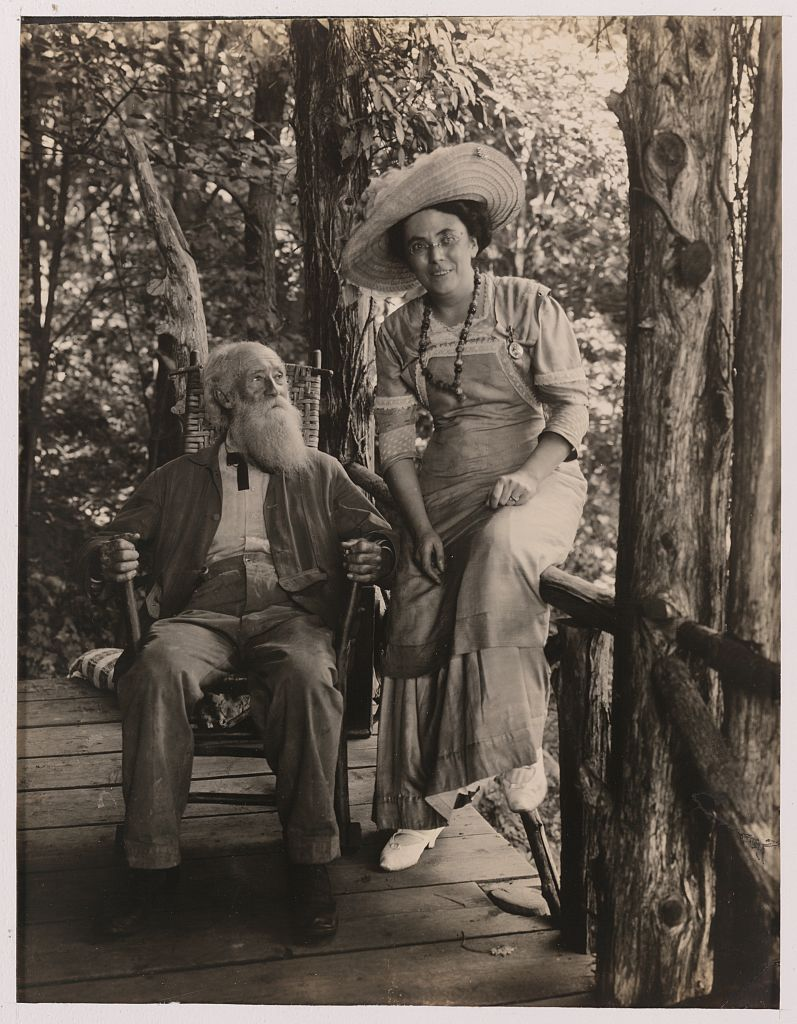
Jessie Tarbox Beals con John Burroughs, 1908

## Biografía
Beals, nacida como Jessie Richmond Tarbox el 23 de diciembre de 1870 en Hamilton, Ontario, fue la hija pequeña de John Nathaniel Tarbox y Marie Antoinette Bassett. John Tarbox era un fabricante de máquinas de coser, y su asociación con la mayor compañía de máquinas de coser de Canadá hizo rica a la familia Tarbox. Sin embargo, cuando Beals tenía siete años, su padre perdió todos sus ahorros en una mala inversión y comenzó a beber abundantemente. Con el tiempo abandonó el hogar por insistencia de la madre de Beals, quien se dedicó a bordar y a vender algunas pertenencias familiares para mantener los ingresos.
Beals fue una niña brillante y precoz, le fue bien en la escuela. Con catorce años ingresó en el Instituto Colegiado de Ontario, y con 17 años recibió su certificado de enseñanza. Beals comenzó a impartir clases en una escuela unitaria en Williamsburg, Massachusetts, donde su hermano Paul vivía.
Sobre esta época Beals ganó una cámara por una suscripción a la revista Youth's Companion. La cámara era pequeña y algo rudimentaria, pero Beals empezó a usarla para tomar fotografías de sus estudiantes y su entorno. Beals enseguida compró una cámara Kodak de mayor calidad e instaló el primer estudio fotográfico de Williamsburg delante de su casa, a pesar de que la fotografía solo era un hobby.

## Trayectoria
En 1893 Beals comenzó un nuevo trabajo de profesora en Greenfield, Massachusetts. Una visita a la Exposición Mundial Colombina de Chicago ese año despertó su interés en los viajes y la fotografía. En 1897 Beals se casó con Alfred Tennyson Beals, un graduado de Amherst y operario de una fábrica. En 1899 Beals recibió su primer encargo profesional cuando el Boston Post le pidió que fotografiara la prisión estatal de Massachusetts. Beals enseñó a Alfred nociones básicas de fotografía y la pareja empezó a trabajar como fotógrafos itinerantes en 1900, siendo Alfred asistente de Beals en el cuarto oscuro. Aquel año Beals también recibió su primer crédito por sus fotografías en la publicación Windham Country Reformer.
Por 1901 los fondos de los Beals habían menguado y se asentaron en Búfalo, Nueva York. Ese mismo año Beals fue contratada como fotógrafa por el Buffalo Inquirer y el Courier, donde trabajó hasta 1904. El fotoperiodismo era físicamente demandante, en ocasiones arriesgado, pero Beals solía salir a trabajar con sus vestidos hasta los tobillos y grandes sombreros, con su cámara con placa de cristal de 20 a 25 centímetros, y con equipamiento de 22 kg de peso. Durante un trabajo para un gran juicio por asesinato, Beals escaló una estantería para sacar una foto de la sala, infringiendo así una norma que prohibía sacar fotografías.
En 1904 Beals fue enviada a la inauguración de la Exposición Universal de San Luis, Misuri. Beals convenció a los funcionarios para que le dieran un pase de prensa para la exposición previa. Allí subió por escaleras y saltó a un globo aerostático para conseguir las fotos que le interesaban. Tenía un estilo diferente del resto de periodistas, enfocándose en las fotos sobre las que posteriormente escribiría las historias, en lugar de al revés. Beals obtuvo el puesto de fotógrafa oficial de la Exposición para el New York Herald, Leslie's Weekly y Tribune, así como el departamento de publicidad de la Exposición. Además de fotografiar las exposiciones, Beals también capturó una foto informal del presidente Theodore Roosevelt. Este encuentro inicial le facilitó un pase especial para fotografiar a Roosevelt y los Rough Riders en su reunión de 1905 en San Antonio, Texas.
En 1905 Beals abrió su propio estudio en la Sexta Avenida en Nueva York. Continuó realizando diferentes encargos de fotografía, desde carreras de coches y retratos a personalidades a sus conocidas fotografías de Greenwich Village y suburbios de Nueva York. Con los años Beals también fotografió a diversos presidentes y celebridades incluyendo a a los presidentes Coolidge, Hoover y Taft; Mark Twain; Edna St. Vincent Millay; y Emily Post.
Mientras la carrera de Beals despegaba, su matrimonio empezó a tener problemas. En 1911 Beals dio a luz a su hija Nanette Tarbox Beals, probablemente de otra relación. Beals finalmente dejó su marido en 1917, se mudó a Greenwich Village y abrió un nuevo estudio de fotografía en 1920. Durante unos años hizo malabares entre el trabajo y el cuidado de Nanette, quién sufría de artritis reumatoide y era frecuentemente hospitalizada. Fue enviada a diferentes internados privados y finalmente Nanette vivió casi permanentemente con unos viejos amigos de Beals.

## Últimos años
Mientras el número de mujeres fotógrafas iba en aumento en la década de 1920, Beals se enfocó en dar charlas públicas y especializándose en fotografía de jardines y urbanizaciones de lujo en la Costa Este. En 1928 se mudó a California junto con Nanette, donde fotografió propiedades de Hollywood. La Gran Depresión llevó a Beals y Nanette de vuelta a Nueva York en 1933, donde Beals vivió y trabajó en Greenwich Village. Beals cayó en la pobreza gradualmente. Murió el 31 de mayo de 1942 en el Hospital Bellevue, a la edad de 71 años.